# Çayıryazı, Üzümlü
Çayıryazı là một xã thuộc huyện Üzümlü, tỉnh Erzincan, Thổ Nhĩ Kỳ. Dân số thời điểm năm 2010 là 13 người.